# Сахле-Ворк Зевде
Сахле-Ворк Зевде (амх. ሳህለወርቅ ዘውዴ, нар. 21 лютого 1950, Аддис-Абеба, Ефіопія) — ефіопський політик і дипломат, президент Ефіопії з 25 жовтня 2018 року, перша жінка на цій посаді.

## Життєпис
Сахле-Ворк Зевде народилася 21 лютого 1950 року у столиці тодішньої Ефіопської імперії в місті Аддис-Абеба. Середню освіту вона здобула у франко-ефіопській школі, після чого вивчала природничі науки в університеті Монпельє. Окрім рідної амхарської мови, вільно володіє англійською і французькою.
Кар'єру дипломата для Сахле-Ворк Зевде розпочалася 1989 року, коли її було призначено послом Ефіопії у Сенегалі. Згодом її перевели до Джибуті, де вона також очолювала ефіопське посольство, а також була постійним представником країни при Міжурядовому управлінні з розвитку протягом 1993—2002 років. З 2002 до 2006 року Сахле-Ворк Зевде була послом у Франції та представляла Ефіопію в ЮНЕСКО.
2011 року Сахле-Ворк Зевде була призначена Генеральним секретарем ООН Пан Гі Муном головою офісу ООН у Найробі. У червні 2018 року Антоніу Гутерреш призначив її спеціальним представником Генерального секретаря та головою місії ООН при Африканському Союзі.